# Ciclo ovarico
Dopo il quinto mese di vita fetale ha inizio la trasformazione di gruppi di ovogoni in ovociti primari (entrata nella profase della prima divisione meiotica e nell'arresto allo stadio di diplotene). Entro il VII mese di vita fetale tutti gli ovogoni sono diventati ovociti primari circondati da 4 o 5 cellule follicolari con le quali costituisce il cosiddetto follicolo primordiale o primario e questo stadio perdura fino alla nascita.
Gli ovociti derivano dal differenziamento degli ovogoni, che a loro volta derivano dalle cellule germinative primordiali. Queste si formano nell'endoderma dorsale del sacco vitellino ed alla sesta settimana di gravidanza migrano verso la parte periferica esterna della cresta genitale, che sarà parte dell'ovaio.

## Embriologia
Tra la 10ª e la 12ª settimana alcuni ovogoni iniziano la divisione meiotica, che si arresta nella profase I. Si formano gli ovociti I ossia gli ovociti primari. all'inizio della 16ª settimana, a livello della cresta genitale appaiono i primi follicoli, in conseguenza della migrazione delle cellule dal mesonefro che vanno a disporsi attorno agli ovociti primari, formando i follicoli primordiali. dopo la 20ª settimana, dei 7.000.000 di ovogoni, 2/3 sono divenuti ovociti primari, e successivamente nel corso della seconda metà della gravidanza gli ovogoni riducono la loro attività mitotica ed un gran numero andrà incontro ad atresia. Alla nascita saranno presenti nell'ovaio solamente 300.000 follicoli contenenti ovociti primari.

## Maturazione dei follicoli ed ovulazione
La maturazione dei follicoli primordiali avviene nel suo insieme attraverso tappe sequenziali controllate inizialmente soltanto da fattori ovarici, stimolatori ed inibitori che agiscono con meccanismi autocrini e paracrini. Il processo maturativo inizia durante la vita fetale e continua ininterrottamente fino al momento della menopausa.

## Fase follicolare
Alla pubertà inizia lo sviluppo dei follicoli primari (follicologenesi). Le tappe di questo processo porteranno alla formazione di:
- follicoli secondari preantrali
- follicoli secondari antrali
- follicoli preovulatori
- follicoli maturi

Nello stadio di follicoli preovulatori cresce la concentrazione di ormoni estrogeni nel circolo sanguigno e nel liquido follicolare. Quest'aumento di estrogeni culmina con la liberazione massiva degli stessi dal follicolo con una improvvisa liberazione di elevate dosi di LH che agisce sulle cellule follicolari e le induce a produrre progesterone.
Circa 36 ore prima dell'ovulazione, l'ovocita riprende il processo di maturazione portando a termine la prima divisione meiotica riduzionale che era stata interrotta allo stadio di diplotene. Si tratta di una divisione disuguale che porta alla formazione di un ovocita secondario e di un globulo polare. 
L'ovocita secondario inizia immediatamente la seconda divisione meiotica equazionale per arrestarsi in metafase momento in cui avviene l'ovulazione e abbandona l'ovaio per passare nella tuba uterina dove è disponibile per la fecondazione.
In un normale ciclo un follicolo impiega circa 14 giorni per raggiungere la completa maturità.

### Il processo maturativo
Durante l'età fertile della donna, i follicoli primordiali formatisi durante lo sviluppo embrionale e i primi mesi di vita post-natale, maturano avviandosi verso la successiva fase di sviluppo, che porta alla formazione del follicolo primario. Essi non maturano tutti contemporaneamente, bensì a gruppi: ogni giorno, a partire da 6 mesi prima del menarca (la prima mestruazione), un piccolo numero di follicoli primordiali viene "reclutato", ed essi iniziano a crescere e a maturare divenendo infine follicoli primari.
La maturazione in follicolo primario (60-100 µm), che dura circa 150 giorni, prevede:
- crescita e differenziamento dell'ovocita, che raggiunge i 70 µm.
- una proliferazione delle cellule follicolari, che assumono una forma cubica, e formano un monostrato di cellule batiprismatiche separate dallo stroma ovarico cirscostante attraverso una membrana basale.
- la formazione della zona pellucida fra le cellule follicolari e l'oocita, costituita dalle glicoproteine ZP.
- un inizio di organizzazione in strati concentrici delle cellule stromali intorno al follicolo.
- la comparsa di recettori per FSH sulla membrana delle cellule follicolari, sebbene questo momento dello sviluppo sia indipendente dalla stimolazione ormonale.

La selezione di questi follicoli primordiali che diventano primari, infatti, è FSH-indipendente, e dipende da interazioni reciproche fra oocita, cellule follicolari e stroma ovarico. Il follicolo primario continua a maturare per diventare, dopo circa 120 giorni, follicolo secondario. La maturazione in follicolo secondario (120-200 µm) prevede:
- accrescimento dell'oocita fino a 100 µm.
- intensa proliferazione delle cellule follicolari, che formano più strati intorno all'oocita e alla zona pellucida, costituendo una vera e propria membrana pluristratificata o pseudostratificata di cellule colonnari, chiamata granulosa. Le cellule della granulosa sono in grado di produrre estrogeni.
- differenziazione delle cellule stromali perifollicolari in una sorta di involucro pluristratificato chiamato teca interna, ben vascolarizzata e costituita da cellule con attività endocrina che producono ormoni steroidei: androstendione (un intermedio della via biosintetica sia di androgeni che estrogeni) e testosterone (un androgeno).

Le cellule della teca interna producono anche estrogeni, che però sono prodotti in maggior quantità dalle cellule della granulosa, le quali sono in grado di convertire in estrogeni (estradiolo, estrone) l'androstendione ed il progesterone prodotti dalla teca interna.

- formazione di un secondo involucro da parte delle cellule stromali più esterne, chiamato teca esterna, costituita da connettivo fibroso, povero di cellule (macrofagi, fibroblasti, cellule mioepiteliali).
- comparsa, sulle cellule della granulosa, di recettori per FSH, estrogeni, androgeni e prolattina.

- comparsa sulle cellule della teca interna di recettori per LH.
Con la completa maturazione del follicolo in follicolo secondario si conclude la fase cosiddetta pre-antrale della follicologenesi, che è indipendente dagli ormoni.

La successiva fase della follicologenesi, detta fase antrale, prevede la maturazione del follicolo in modo ormone-dipendente, attraversando 7 stadi maturativi successivi, distinti principalmente in base alla diversa grandezza follicolare.
Ogni 28 giorni piccoli gruppi di follicoli secondari (detti anche follicoli pre-antrali di classe I) iniziano a crescere, per poi divenire (se non andranno incontro ad atresia) follicoli di classe IV, attraverso il passaggio per le classi intermedie II e III.
Un ciclo ovarico, di durata totale di circa 28 giorni, è diviso in due metà: una fase follicolare iniziale e una fase luteinica successiva.
A cavallo fra la fase luteinica tardiva del ciclo precedente e l'inizio della fase follicolare del ciclo successivo si ha un periodo chiamato fase di reclutamento, che dura circa 6 giorni. Durante la fase di reclutamento la caduta di estradiolo e progesterone, oltre che di inibina, induce l'aumento di FSH ed LH. I follicoli di classe IV che non vanno in atresia progrediscono a follicoli di classe V, i quali costituiscono il pool di follicoli tra cui sarà scelto quello destinato ad ovulare.
Durante la fase follicolare precoce del ciclo, si ha una fase, chiamata fase di selezione, che dura circa 4 giorni. In questa fase 1-5 follicoli di classe V diventano follicoli di classe VI, evitando l'atresia. Le cause che consentono a tali follicoli selezionati di evitare l'atresia sono probabilmente dovute sia al fatto che le cellule della granulosa acquisiscono un maggior numero di giunzioni comunicanti e di recettori per FSH ed LH, sia all'aumento della vascolarizzazione della teca.

A metà fase follicolare si ha un periodo di 8 giorni chiamato fase di dominanza precoce. Durante questo periodo i pochi follicoli di classe VI diventano di classe VII e successivamente, tutti tranne uno, vanno incontro ad atresia. L'unico follicolo rimasto, chiamato dominante, diventerà di classe VIII.
L'ultimo periodo della fase follicolare del ciclo è detto fase di dominanza tardiva (2 giorni) e consiste nell'evoluzione del follicolo dominante di classe VIII in follicolo maturo.
A tutti gli stadi maturativi della fase antrale ogni follicolo ha una certa probabilità di andare in atresia, fino a quando solo uno (di solito) diventerà maturo di classe VIII.
La fase antrale di maturazione dipende dalla stimolazione ormonale. Il follicolo richiede quantità sempre maggiori di FSH e LH per impedire che il follicolo stesso vada in atresia. Infatti nella fase preovulatoria le quantità di LH e FSH secrete dall'ipofisi aumentano. Tale aumento impedisce al follicolo in questa fase maturativa di andare in atresia. L'FSH legato ai recettori delle cellule follicolari le induce a proliferare e ad avere sempre un maggior numero di recettori. L'estradiolo, prodotto dalle cellule della granulosa e, in parte minore, da quelle della teca, implementa sinergicamente tale effetto. Tutto ciò ha come conseguenza di selezionare uno solo dei follicoli in stadio maturativo avanzato: quello che presenta maggiori quantità di recettori per gli ormoni ipofisari sottrae agli altri follicoli quantità sempre maggiori di FSH ed estradiolo ed ha sempre più recettori.
Alla fine della fase antrale la produzione di estrogeni da parte di quel follicolo che si sarà selezionato aumenta moltissimo e le cellule della granulosa presentano recettori per LH. La produzione di estrogeni da parte del follicolo stimola l'ipofisi a produrre LH: per un meccanismo a feedback positivo, la quantità di LH aumenta come aumenta la quantità di estrogeni. A metà ciclo, 1-2 giorni dopo un picco di estrogeni, ci sarà di conseguenza un picco di LH (LH surge), che avrà i seguenti effetti:
- induzione dell'oocita a completare la meiosi I.

- stimolazione delle cellule follicolari a produrre progesterone (luteinizzazione).

- induzione della rottura del follicolo e dell'ovulazione, per produzione di prostaglandine e di progesterone da parte delle cellule della granulosa (la quale ha espresso intanto recettori per LH).
Durante la fase maturativa antrale si comincia a parlare di follicolo terziario (o antrale) quando, per effetto della produzione di secreti da parte delle cellule della granulosa, compaiono fra le cellule piccoli spazi isolati che, confluendo fra loro, formano infine una cavità unica chiamata appunto antro follicolare. L'oocita risulterà spinto su un lato della cavità, circondato da alcune cellule follicolari che costituiranno il cumulo ooforo, circondato quasi completamente dal liquido follicolare.
All'ultimo stadio di sviluppo del follicolo terziario (o antrale) le caratteristiche del follicolo sono:

- numero elevato di cellule della granulosa

- voluminoso antro in cui sporge l'oocita (120 µm)

- teca ben sviluppata

Quando il follicolo antrale raggiunge la massima ampiezza (20–25 mm) si parla di follicolo maturo (o di Graaf). Questa fase prevede:

- la distinzione delle cellule della granulosa in cellule della parete del follicolo e cellule del cumulo ooforo. Le cellule follicolari più interne al cumulo ooforo, che circondano e nutrono l'ovocita, sono chiamate cellule della corona radiata.

- comparsa di recettori per LH sulle cellule della granulosa

- produzione di estrogeni molto elevata
Il rilascio di un ovocita non si alterna tra le due ovaie e sembra essere casuale. Dopo aver rimosso un'ovaia, la rimanente produce un ovulo ogni mese.

## Fase luteinica
Normalmente anche questa fase dura 14 giorni.
Una volta che l'ovocita è stato espulso la parete del follicolo che lo conteneva nell'ovaio collassa e si solleva in pliche formando un corpo ghiandolare endocrino temporaneo: il corpo luteo che secerne progesterone e estrogeni.
Viene in tal modo impedito che in questa fase nuovi follicoli possano maturare e giungere all'ovulazione.
Il corpo luteo si dice mestruale se l'ovocita non viene fecondato e raggiunge il suo massimo sviluppo verso il nono giorno dopo l'ovulazione.
Subito dopo, inizia il processo involutivo accompagnato da un aumento del connettivo tra le cellule luteiniche e il corpo luteo si trasforma in corpo albicante che dopo mesi inizierà la sua graduale scomparsa.
L'arresto della produzione di progesterone conseguente l'involuzione del corpo luteo porta alla rimozione del blocco secretivo degli ormoni gonadotropici FSH e LH operata dal progesterone a livello talamo-ipofisario. La liberazione di questi ormoni in circolo determina l'inizio di un nuovo ciclo, con la maturazione di un altro follicolo.
Il corpo luteo gravidico (in seguito alla fecondazione dell'ovocita) è più grande di quello mestruale e continua ad espandersi ed a produrre progesterone sotto l'azione delle gonadotropine corioniche fino al II mese di gravidanza, momento indicativo in cui viene soppiantato dalla placenta.
Oltre agli ormoni già citati agisce sul ciclo ovarico anche la prolattina o ormone luteotropo secreto dalle cellule acidofile ipofisarie.